# دو شب با کلئوپاترا
«دو شب با کلئوپاترا» (ایتالیایی: Due notti con Cleopatra) فیلمی در ژانر کمدی به کارگردانی ماریو ماتولی است که در سال ۱۹۵۴ منتشر شد.

## بازیگران
- سوفیا لورن
- آلبرتو سوردی
- اتوره مانی
- پل مولر
- ناندو برونو
- ریکاردو گرونه
- آندرئا بوزیچ
- ماریو سیلتی
- اوگو دآلسیو